# Pierre Isnard (architecte)
Pour les articles homonymes, voir Pierre Isnard et Isnard.
Pierre Isnard est un architecte français du XXe siècle, qui a notamment réalisé des édifices religieux, et entre autres en Guadeloupe

## Réalisations
- Basilique Sainte-Jeanne-d'Arc de Paris. Le projet est lancé en 1926. L’architecte Georges Closson est retenu et les travaux commencent en 1933. La guerre les interrompt. Pierre Isnard simplifie le projet, les travaux reprennent en 1960, et la basilique est inaugurée le 10 mai 1964. Un de ses mérites est d'avoir réussi à terminer un projet initialement surdimensionné.
- L'église Sainte-Thérèse de Basse-Terre en 1964[1].
- Le sanctuaire Saint-Joseph d'Allex[2], dans la Drôme - qui abritait alors la chapelle d'un petit séminaire des Pères du Saint-Esprit.
- En 1949, sous l'impulsion du père Manuel Moralès, agrandissement de l'église Notre-Dame-du-Mont-Carmel de Basse-Terre, et construction d'un clocher[3].
- En 1955, l'église Sainte-Thérèse-d'Avila à Châtenay-Malabry, avec Henri Vidal.
- Chapelle Saint-Pierre-Saint-Paul de la rue Charles-Hermite à Paris, en 1964[4].
- Église Saint-Charles Borromée de Gourbeyre[5].